# 3619 Nash
3619 Nash (1981 EU35) là một tiểu hành tinh vành đai chính được phát hiện ngày 2 tháng 3 năm 1981 bởi S. J. Bus ở Siding Spring.